# Pristomerus vulnerator
Pristomerus vulnerator är en stekelart som först beskrevs av Georg Wolfgang Franz Panzer 1799.  Pristomerus vulnerator ingår i släktet Pristomerus och familjen brokparasitsteklar. Arten är reproducerande i Sverige. Utöver nominatformen finns också underarten P. v. ruficoxis.

## Bildgalleri

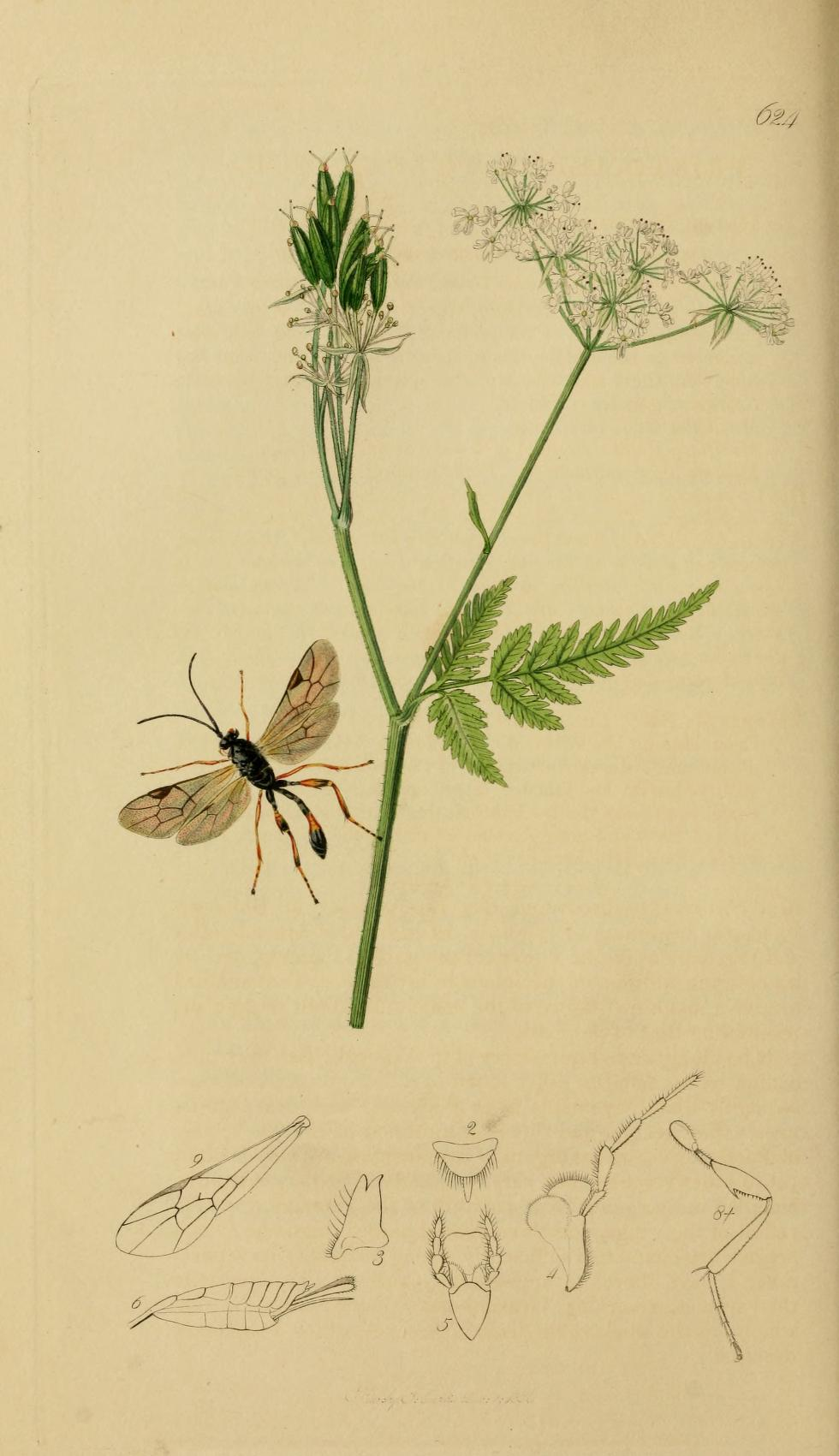